# وضع غير مربح
الوضع الغير مربح (بالإنجليزية: No-win situation)، والذي يُطلق عليه أيضًا «حالة خسارة-خسارة» (lose-lose situation)، هو الموقف الذي يكون فيه لدى الشخص خيارات، ولكن لا يؤدي أي خيار إلى ربح صاف. على سبيل المثال، إذا عرض الجلاد على المحكوم عليه خيار الموت بالشنق أو بالرصاص أو بالتسمم، فإن كل الخيارات تؤدي إلى الموت؛ المحكوم عليه في وضع لا يكسب فيه. هذا الموقف الكئيب لا يمنح المختار أي مجال: أياً كان الخيار الذي يتخذه الشخص الذي يقوم به، فسيخسر حياته. يمكن أيضًا اعتبار المواقف الأقل خطورة مواقف غير مربحة - إذا كان لدى المرء خيار لتناول طعام الغداء بين شطيرة لحم الخنزير وشطيرة لحم بقري مشوي، لكنه نباتي أو لديه حساسية من القمح، فقد يُعتبر ذلك أيضًا موقفًا غير مربح.

## في نظرية اللعبة
في نظرية اللعبة، حالة «عدم الربح» هي الحالة التي لا يستفيد فيها أي لاعب من أي نتيجة. قد يكون هذا بسبب أي من أو كل مما يلي:
- ظروف لا يمكن تجنبها أو غير متوقعة تتسبب في تغيير الوضع بعد اتخاذ القرارات. هذا شائع في المغامرات النصية.
- زوغزوان، كما هو الحال في لعبة الشطرنج، عندما تكون أي حركة يختارها اللاعب تجعلها أسوأ من ذي قبل.
- حالة يتعين على اللاعب فيها إنجاز مهمتين متبادلتين يجب إكمال كل منهما قبل الأخرى أو التي تكون متنافية (كاتش-22).
- الجهل بأفعال اللاعبين الآخرين، بمعنى أن القرار الأفضل للجميع يختلف عن أي لاعب واحد (كما في معضلة السجين).

## في التاريخ
إن نصيحة كارل فون كلاوزفيتز بعدم شن حرب لم ينتصر فيها المرء بالفعل تصف الحرب على أنها حالة لا ربح فيها. والمثال المماثل هو الانتصار الباهظ الثمن الذي يكون فيه الانتصار العسكري مكلفًا للغاية لدرجة أن الجانب الفائز ينتهي به الأمر في الواقع أسوأ مما كان عليه قبل أن يبدأ. بالنظر إلى النصر كجزء من موقف أكبر، يمكن أن يكون الموقف إما عدم ربح، أو فوزًا أكثر للطرف الآخر غير الذي فاز «بالنصر»، أو النصر بتكلفة تفوق المكاسب بالكلفة ولم تعد مصدر فرح.
على سبيل المثال، قد يكون الجانب «المنتصر» قد حقق أهدافه، والتي قد تكون عديمة القيمة؛ قد تفقد أيضًا ميزة إستراتيجية في القوى العاملة أو تحديد المواقع. على سبيل المثال، كانت الإمبراطورية البريطانية واحدة من القوى المنتصرة في الحرب العالمية الثانية ولكنها كانت ضعيفة لدرجة أنها لم تعد قادرة على الحفاظ على وضعها كقوة عظمى في عالم أصبحت تحت سيطرة الولايات المتحدة والاتحاد السوفيتي.
يوصف مفهوم مرتبط بذلك أحيانًا بأنه كسب المعركة ولكنه يخسر الحرب. ثم يتم كسب هدف أقل، لكن الهدف الحقيقي وراءه لا يتم متابعته بشكل جيد ويتم فقده.
في الماضي في أوروبا، كان أولئك المتهمون بالشعوذة يُقيدون أحيانًا ثم يُلقون أو يُغرقون في الماء لاختبار براءتهم. كانت الساحرة تطفو (بدعوة الشيطان لإنقاذها من الغرق)، ثم تُعدم، ولكن تغرق امرأة ليست ساحرة (تثبت براءتها ولكنها تتسبب في موتها).

## في ألعاب الفيديو
لا يمكن الفوز به (Unwinnable) هي حالة في العديد من المغامرات النصية، ألعاب المغامرات الرسومية وألعاب فيديو لعب الأدوار حيث يستحيل على اللاعب الفوز باللعبة (إما بسبب خطأ أو حسب التصميم)، وحيث تكون الخيارات الوحيدة هي إعادة تشغيل اللعبة، تحميل سابقا اللعبة المحفوظة، تجول إلى أجل غير مسمى، أو أكثر من لعبة (نهاية اللعبة السلبية، مثل الموت). يُعرف أيضًا باسم حالة طريق مسدود (Dead End) أو قفل سهل (Softlock). القفل السهل هو حالة في اللعبة تمنع اللاعب من الاستمرار دون تجميد. عادةً ما تكون هذه نتيجة اختيارات اللاعب السابقة، وليس بسبب افتقار اللعبة نفسها إلى طريق النصر. الحالات غير القابلة للفوز ليست مميتة في الألعاب التي تستخدم الإعادة من نقطة وصول أو مقسمة إلى مستويات لا يمكن حفظ التقدم فيها في منتصف الطريق، مما يسمح للاعبين بإعادة تحميل نقطة الوصول أو إعادة تشغيل المستوى لعكس موقف لا يمكن الفوز به. ومع ذلك، في الألعاب الأخرى، قد يتعطل القفل السهل أو تفسد ملفات الحفظ، مما يجبر اللاعب على البدء من جديد تمامًا منذ بداية اللعبة من أجل المضي قدمًا في اللعبة. على سبيل المثال، في ألعاب مثل غولدن آي 007، بيرفيكت دارك، تايم سبيلتر، لا ينتهي المستوى بمجرد أن يفشل اللاعب في هدف دون أن يُقتل، ولكن من المستحيل التقدم إلى المستوى التالي بغض النظر عما يفعله اللاعب بعد ذلك. تتخذ الألعاب الأخرى خطوات لتجنب المواقف التي لا يمكن الفوز بها؛ على سبيل المثال، قد لا تسمح اللعبة للاعبين بإسقاط العناصر الضرورية للمتابعة. يمكن تشغيل القفل السهل عن طريق التلاعب غير الصحيح برمز اللعبة أو ميكانيكا اللعبة، كما هو موضح في الجري السريع - إذا تم تنفيذ تسلسل معين من المهام لأداء كسر تسلسلي بشكل غير صحيح، فقد تصبح اللعبة مغلقة، مما يؤدي إلى إعادة تشغيل اللعبة أو وحدة التحكم كليا.
لا ينبغي الخلط بين غير قابل للفوز ولا يهزم، والذي يستخدم لوصف شخصية، وحش، أحجية قوية جدًا أو يصعب التغلب عليها من قبل اللاعب أو الشخصية في مكانة أقل، وعادة ما توجد في ألعاب الفيديو التي تلعب الأدوار. في كثير من الحالات، تحدث الألعاب «غير القابلة للهزيمة» بسبب تجاوز عدد صحيح أو أخطاء أخرى لم يأخذها المبرمجون في الاعتبار، تسمى شاشة القتل. في هذه الحالة، قد تتعطل اللعبة أيضًا.

## في وسائل الإعلام الأخرى
في فيلم وار غيمس ، يحاكي الكمبيوتر العملاق دبليو أو بي أر جميع الألعاب الممكنة لـ إكس أو كاستعارة لجميع السيناريوهات المحتملة لحرب نووية، ينتهي كل منها بمحرقة نووية (تدمير متبادل مضمون). ثم يصيح الكمبيوتر، «لعبة غريبة؛ الحركة الرابحة الوحيدة هي عدم اللعب».

## روابط خارجية
- ليون إف سيلتزر دكتوراه (2013) طريقتان «للفوز» في وضع لا يُربح فيه (بالإنجليزية)